# نيوارك (ديلاوير)
نيوارك (بالإنجليزية: Newark, Delaware)‏ هي مدينة تقع في الولايات المتحدة في ديلاوير. يقدر عدد سكانها بـ 31,454 نسمة .

## التركيبة السكانية
حدّد مكتب تعداد الولايات المتحدة بيانات التركيبة السكانية لنيوارك في تعداد الولايات المتحدة. في ما يلي، التركيبة السكانية حسب تعدادي 2000 و2010.

### تعداد عام 2000
بلغ عدد سكان نيوارك 28,547 نسمة بحسب تعداد عام 2000، وبلغ عدد الأسر 8,989 أسرة وعدد العائلات 4,497 عائلة مقيمة في المدينة. في حين سجلت الكثافة السكانية 1,171.4 نسمة لكل كيلومتر مربع (3,033.9/ميل2). وبلغ عدد الوحدات السكنية 9,294 وحدة بمتوسط كثافة قدره 381.4 لكل كيلومتر مربع (987.8/ميل2).
وتوزع التركيب العرقي للمدينة بنسبة 87.29% من البيض و6% من الأمريكيين الأفارقة و0.16% من الأمريكيين الأصليين و4.07% من الأمريكيين ذوي الأصول الآسيوية و0.05% من سكان جزر المحيط الهادئ و0.86% من الأعراق الأخرى و1.57% من عرقين مختلطين أو أكثر و2.53% من الهسبانيون أو اللاتينيون من أي عرق.
بلغ عدد الأسر 8,989 أسرة كانت نسبة 22.3% منها لديها أطفال تحت سن الثامنة عشر تعيش معهم، وبلغت نسبة الأزواج القاطنين مع بعضهم البعض 40.5% من أصل المجموع الكلي للأسر، ونسبة 7.2% من الأسر كان لديها معيلات من الإناث دون وجود شريك، بينما كانت نسبة 2.4% من الأسر لديها معيلون من الذكور دون وجود شريكة وكانت نسبة 50% من غير العائلات. تألفت نسبة 27.2% من أصل جميع الأسر من عدة أفراد يعيشون في نفس المنزل ونسبة 9.3% كانت تتألف من شخص يعيش بمفرده يبلغ من العمر 65 عاماً أو أكثر. وبلغ متوسط حجم الأسرة المعيشية 2.43، أما متوسط حجم العائلات فبلغ 2.91.
بلغ العمر الوسطي للسكان 22.6 عاماً. وكانت نسبة 12.5% من القاطنين تحت سن الثامنة عشر، وكانت نسبة 21% بين الثامنة عشر والرابعة والعشرين عاماً، ونسبة 19.4% كانت واقعةً في الفئة العمرية ما بين الخامسة والعشرين والرابعة والأربعين عاماً، ونسبة 14.9% كانت ما بين الخامسة والأربعين والرابعة والستين، ونسبة 8.6% كانت ضمن فئة الخامسة والستين عاماً فما فوق. يوجد لكل 100 أنثى 94.9 ذكر، ويوجد لكل 100 أنثى في الثامنة عشر من عمرها فما فوق 92.5 ذكر.
بلغ متوسط دخل الأسرة في المدينة 48,758 دولارًا، أما متوسط دخل العائلة فبلغ 75,188 دولارًا. وكان متوسط دخل الذكور 45,813 دولارًا مقابل 33,165 دولارًا للإناث. وسجل دخل الفرد الخاص بالمدينة 20,376 دولارًا. وكانت نسبة 4.1% من العائلات ونسبة 20.1% من السكان تحت خط الفقر، وكان من هؤلاء نسبة 7.3% تحت سن الثامنة عشر ونسبة 7.1% في الخامسة والستين من العمر وما فوق.

## معرض صور

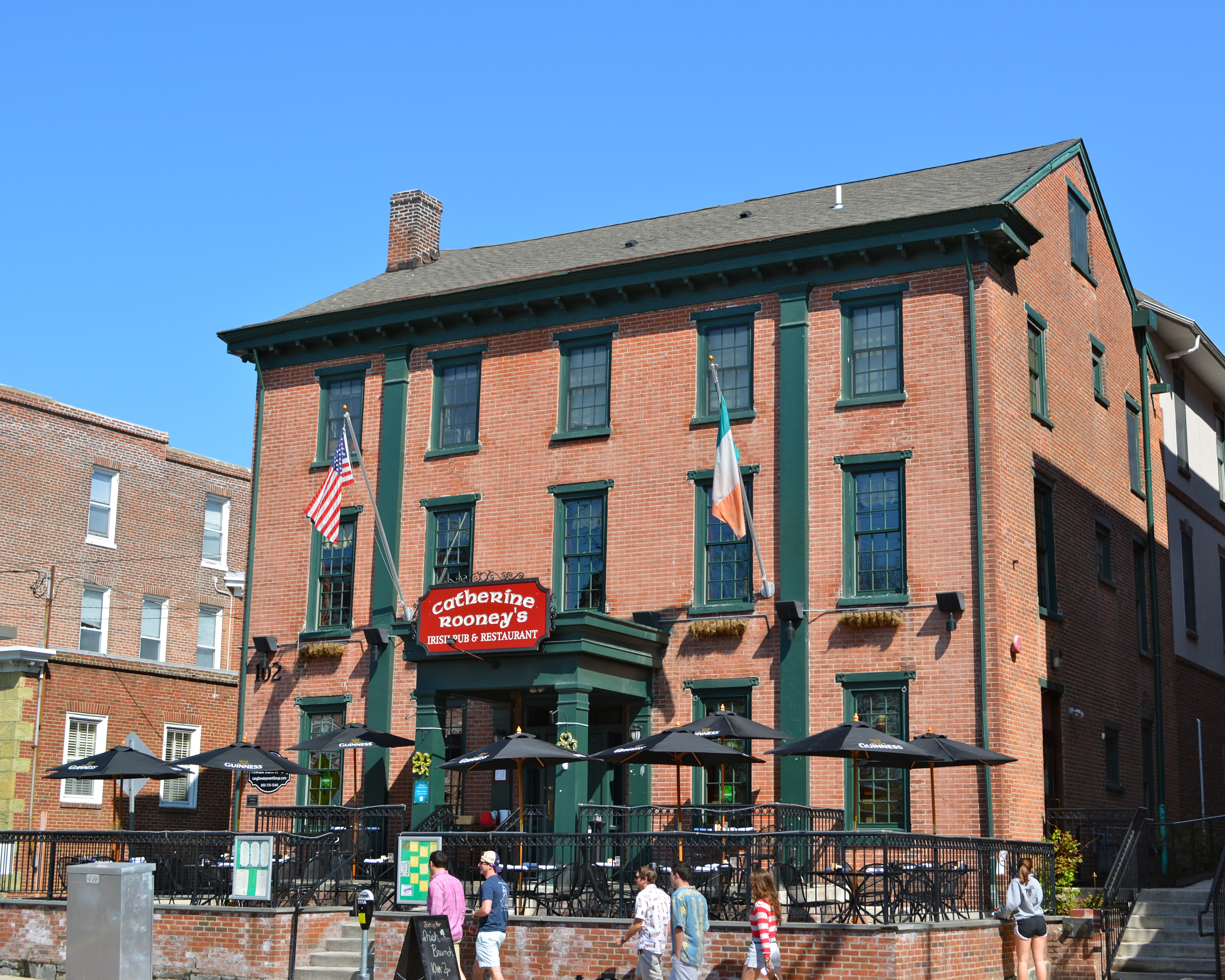
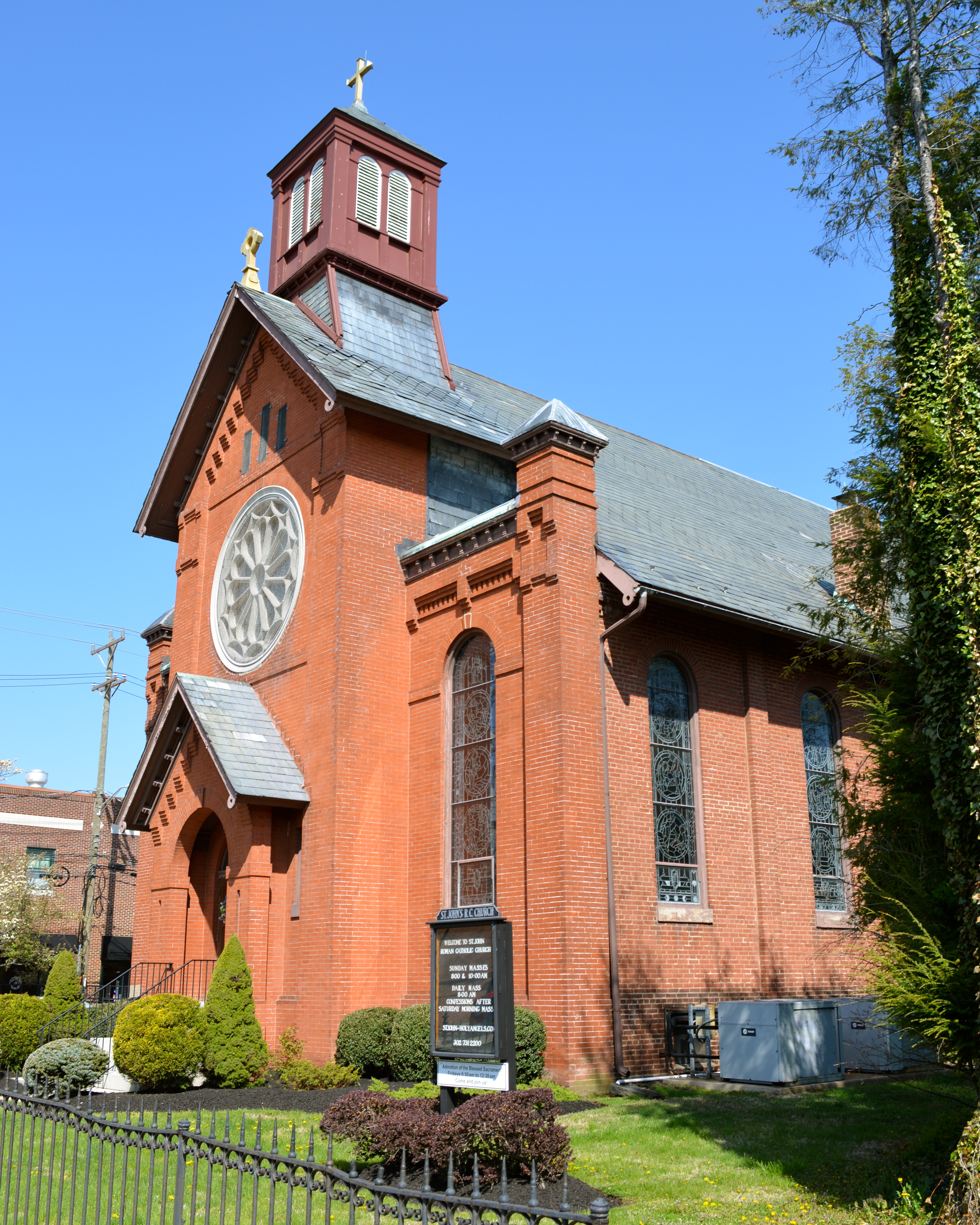
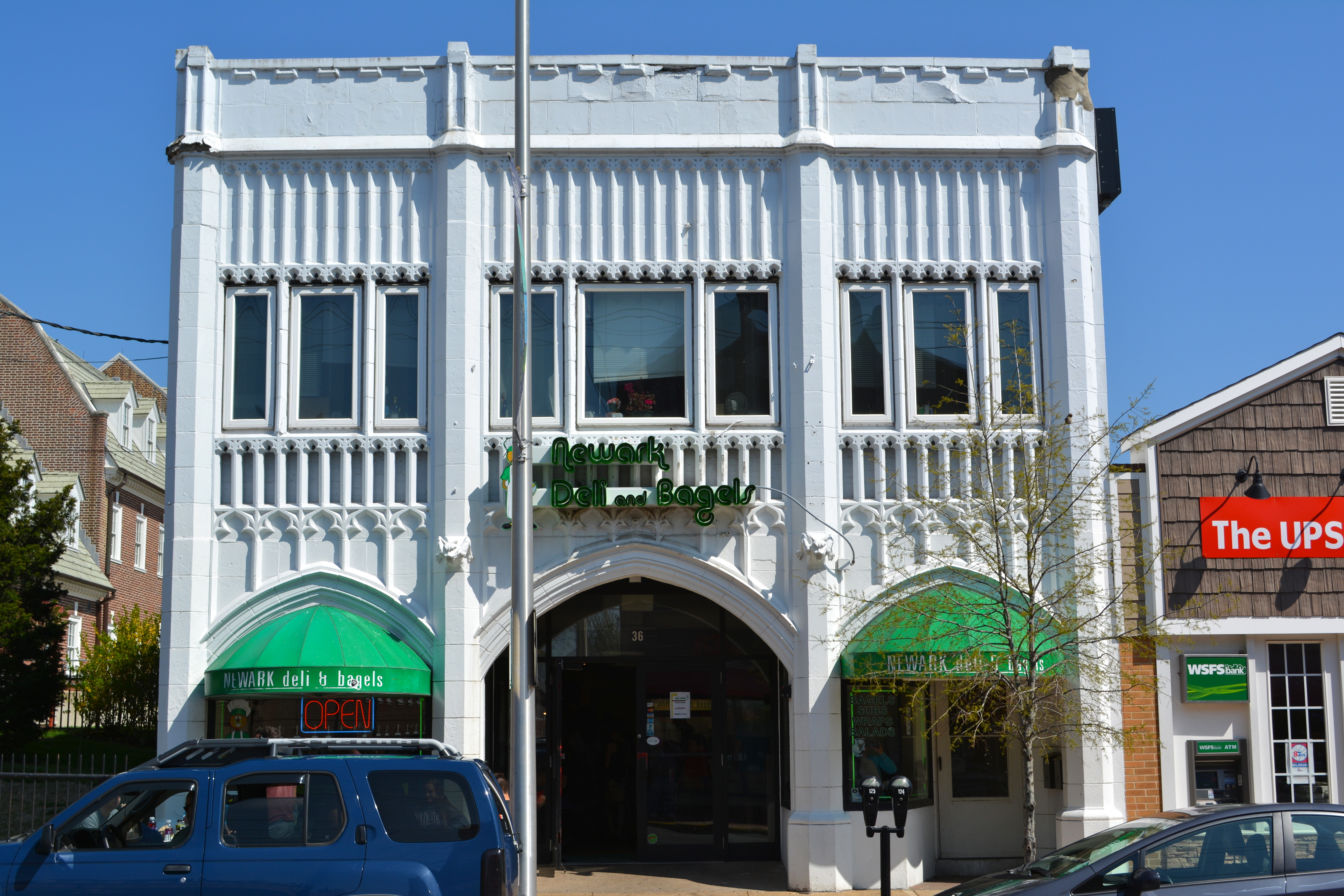

### تعداد عام 2010
بلغ عدد سكان نيوارك 31,454 نسمة بحسب تعداد عام 2010، وبلغ عدد الأسر 9,834 أسرة وعدد العائلات 4,553 عائلة مقيمة في المدينة. في حين سجلت الكثافة السكانية 1,290.7 نسمة لكل كيلومتر مربع (3,342.9/ميل2). وبلغ عدد الوحدات السكنية 10,475 وحدة بمتوسط كثافة قدره 429.8 لكل كيلومتر مربع (1,113.2/ميل2).
وتوزع التركيب العرقي للمدينة بنسبة 82.36% من البيض و6.66% من الأمريكيين الأفارقة و0.17% من الأمريكيين الأصليين و7.14% من الأمريكيين ذوي الأصول الآسيوية و0.03% من سكان جزر المحيط الهادئ و1.29% من الأعراق الأخرى و2.35% من عرقين مختلطين أو أكثر و4.78% من الهسبانيون أو اللاتينيون من أي عرق.
بلغ عدد الأسر 9,834 أسرة كانت نسبة 19.4% منها لديها أطفال تحت سن الثامنة عشر تعيش معهم، وبلغت نسبة الأزواج القاطنين مع بعضهم البعض 36.5% من أصل المجموع الكلي للأسر، ونسبة 6.5% من الأسر كان لديها معيلات من الإناث دون وجود شريك، بينما كانت نسبة 3.3% من الأسر لديها معيلون من الذكور دون وجود شريكة وكانت نسبة 53.7% من غير العائلات. تألفت نسبة 26.8% من أصل جميع الأسر من عدة أفراد يعيشون في نفس المنزل ونسبة 10.6% كانت تتألف من شخص يعيش بمفرده يبلغ من العمر 65 عاماً أو أكثر. وبلغ متوسط حجم الأسرة المعيشية 2.47، أما متوسط حجم العائلات فبلغ 2.91.
بلغ العمر الوسطي للسكان 22.2 عاماً. وكانت نسبة 10.7% من القاطنين تحت سن الثامنة عشر، وكانت نسبة 48% بين الثامنة عشر والرابعة والعشرين عاماً، ونسبة 16.3% كانت واقعةً في الفئة العمرية ما بين الخامسة والعشرين والرابعة والأربعين عاماً، ونسبة 15.6% كانت ما بين الخامسة والأربعين والرابعة والستين، ونسبة 9.4% كانت ضمن فئة الخامسة والستين عاماً فما فوق. وتوزع التركيب الجنسي للسكان بنسبة 46.7% ذكور و53.3% إناث.

## أعلام
- إيرف ويسينويسكي
- تشارلز كوبر
- ديفيد إم. نيلسون
- دي جي هايد
- لين لوفيت
- توماس الكسندر سميث
- روجر كروزير
- كولن بورنس
- جاك أ. ماركيل
- أنتوني فونتانا